# 結子
結子（ゆいこ、1993年8月12日 - ）は、日本のファッションモデルで、タレント。
福岡県出身。walk所属。

## 人物
10代で結婚、出産、離婚を経験。12歳の娘を持つモデル。
渋谷ギャルサー出身で、パーリーピーポー仲間が多い。
２０２０年にラグビーNECグリーンロケッツ東葛の松浦康一と再婚、一児の娘を持つ母親。
特技：英会話（海外生活7年間）
趣味：ギャル語、ラグビー観戦。毎週、ラグビー観戦をしている。
身長は所属事務所のプロフィールでは176cmとなっているが、踊る!さんま御殿!!(2015年12月8日)では177cmと紹介された。

## 来歴
中学1年生から高校2年生までバスケットボール部に所属。中学1年生に横浜市高身長選抜、中学2年生に関東エンデバーに選出。
東京学芸大学附属高等学校大泉校舎出身。
2009年，16歳でスカウトされPARCOイメージモデルとしてデビュー
2014年3月にミス東京ガールズコレクション2014で特別審査員賞を受賞し、福岡県のモデル事務所から東京の芸能事務所WALKへ移籍。
World Supermodel Production 2019で日本人初のグランプリに輝く。
２０２１年６月、「ずっとママの味方」をコンセプトに株式会社BONDYを設立。代表取締役を務める。

## 出演
テレビ
- アウト×デラックス

CM
- PARCO テレビCM（博多）

SHOW
- 東京ガールズコレクションin福島（2014年3月）
- 桂由美ブライダルコレクション （2014年10月）

## 受賞歴
- ミス東京ガールズコレクション2014 特別審査
- World Supermodel Japan 2018 グランプリ
- World Supermodel Production 2019 グランプリ